# Bohuslavice (district de Jihlava)
Pour les articles homonymes, voir Bohuslavice.
Bohuslavice (en allemand : Wohuslawitz) est une commune du district de Jihlava, dans la région de Vysočina, en République tchèque. Sa population s'élevait à 151 habitants en 2024.

## Géographie
Bohuslavice se trouve à 10 km au sud-est de Telč, à 28 km au sud de Jihlava et à 132 km au sud-est de Prague.
La commune est limitée par Vápovice au nord, par Rozseč et Zdeňkov à l'est, et par Nová Říše au sud et à l'ouest.

## Histoire
La première mention écrite de la localité date de 1353.

## Transports
Par la route, Bohuslavice se trouve à 12 km de Telč, à 29,5 km de Jihlava et à 160 km de Prague.